# Nang Tani

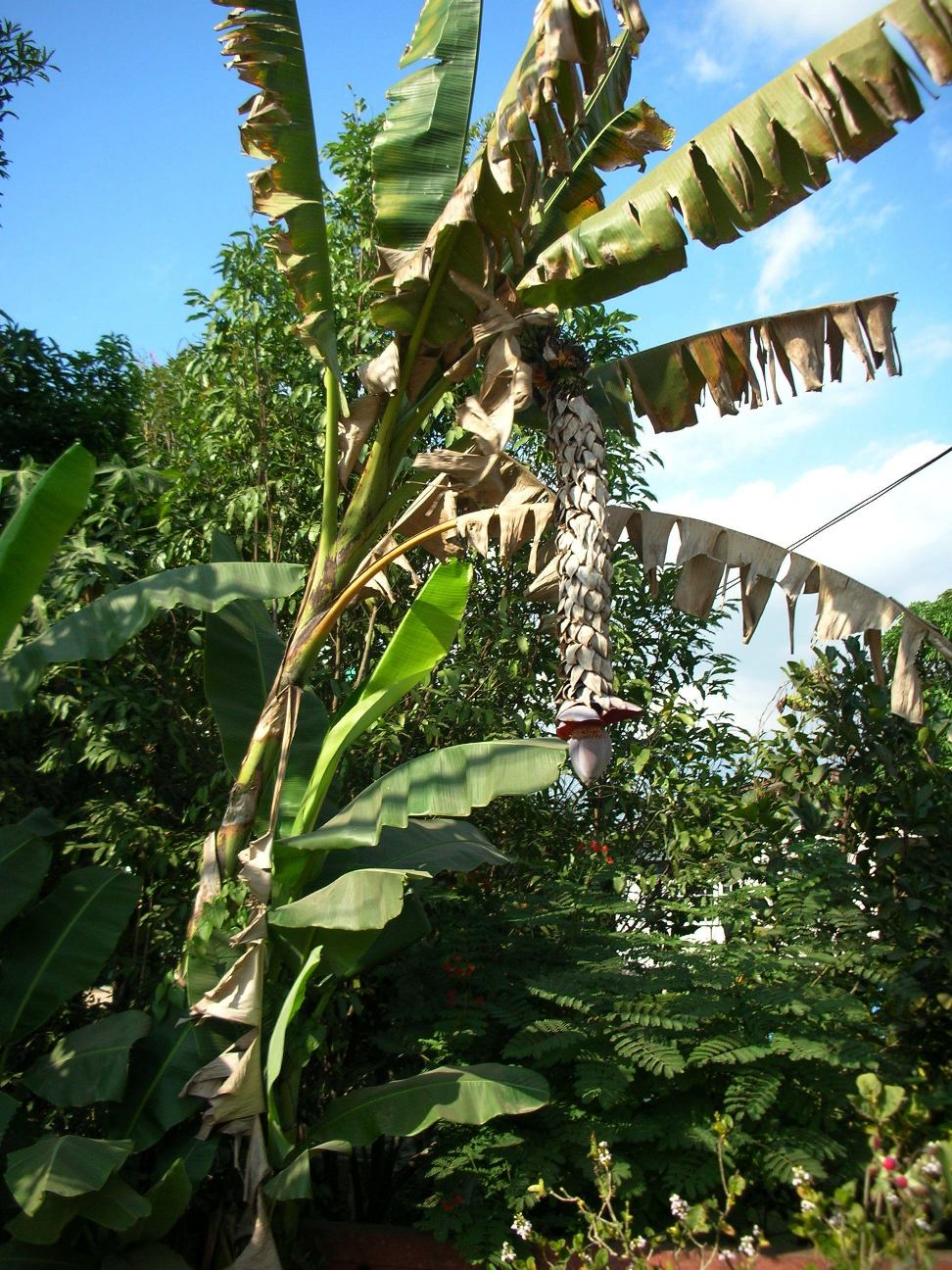
Le type sauvage de banane nommé en thaï Kluai Tani (กล้วยตานี)

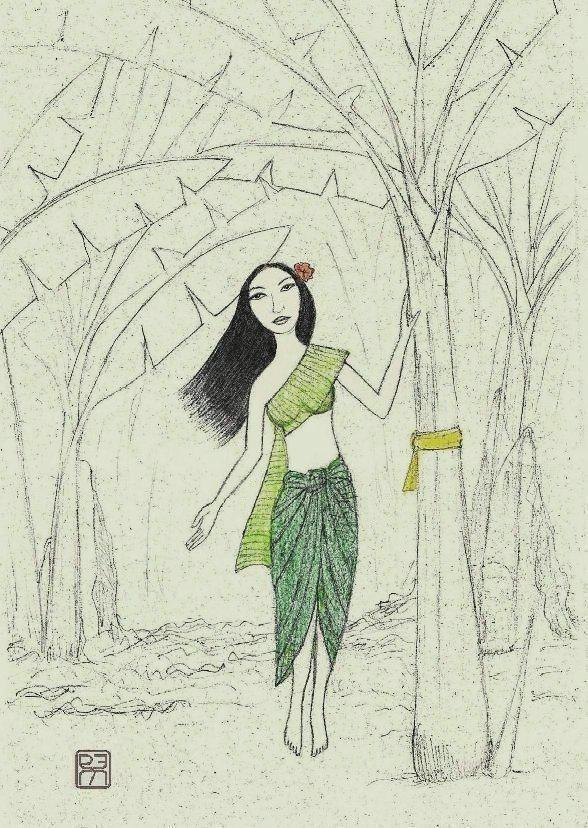
Dame Tani

Nang Tani (en thaï : นางตานี ; "dame de Tani") est un esprit féminin du folklore thaïlandais. Selon la tradition populaire, c'est un fantôme, ou plus exactement une puissance chthonienne appelée « génie » (thaï :ผี / Phi), ayant l'apparence d'une jeune femme, qui hante les bananiers sauvages ( Musa balbisiana ), nommés en langue thaï Kluai Tani (กล้วยตานี) .
Les Nang Mai (นางไม้; « Dame du bois » ou « Dame de l'arbre»), catégorie de génies féminins à la beauté féerique à laquelle appartient Nang Tani, sont liées aux arbres dans la tradition thaïlandaise . Les folklores cambodgien et lao comptent un esprit similaire.
Nang Tani prend aussi les noms de Phi Tani (ผีตานี; "Fantôme de Tani") ou Phrai Tani (พรายตานี; "Nymphe de Tani").

## Légendes
Ce fantôme habite les touffes de bananiers sauvages. Son apparence est celle d'une belle jeune femme vêtue d'un costume traditionnel thaïlandais vert. Si Phi Tani reste souvent cachée, elle sort de l'arbre et devient visible surtout les nuits de pleine lune. Son teint, verdâtre, se confond avec l'arbre, mais ses lèvres ont la couleur rouge de la courge écarlate  mûre. Ses cheveux sont noirs, abondants et dénoués. Elle apparaît souvent en position debout, les pieds planant légèrement au dessus du sol. Dans certaines représentations modernes, la partie inférieure de son corps est immatérielle : il s'agit d'un feu follet .
Couper des arbres habités par Tani est un mauvais présage. Des offrandes lui sont faites sous forme de sucreries, de bâtons d'encens et de fleurs. Souvent, on attache aussi une longueur de tissu de satin coloré autour du tronc du bananier que l'on croit hanté par elle . Le bananier de type Kluai Tani n'appartient pas aux variétés cultivées. En raison de leur lien avec les fantômes, ils ne poussent que loin des villages, les villageois ne préférant pas qu'ils se situent trop près d'eux. Cependant, on trouve des touffes de cet arbre non loin des zones habitées, souvent aux abords des villages ou en bordure des champs cultivés en bord de route. Ils ressemblent beaucoup à des bananiers ordinaires, mais leurs fruits ne sont pas comestibles . Leurs feuilles sont couramment utilisées en Thaïlande pour envelopper les bonbons produits localement et l'inflorescence pour le traitement des ulcères en médecine traditionnelle.
La tradition orale thaïlandaise dit que cet esprit peut nuire aux hommes, en particulier à ceux qui ont fait du tort aux femmes (elle punit les hommes infidèles, c'est pourquoi elle est crainte et que les thaïlandais refusent de planter des bananiers dans l’enceinte d’une maison etc.), mais elle est surtout considérée comme bienveillante : Nang Tani peut donner de la nourriture aux moines bouddhistes qui passent... Les amulettes mettant en vedette Nang Tani sont populaires et se présentent sous différentes formes et tailles . Certaines personnes nouent des bouts de soie colorée autour des troncs des bananiers réputés hantés par Nang Tani .

## Adaptations contemporaines
Nang Tani figure dans certains films thaïlandais comme Nang Phrai Tani (นางพรายตานี), film réalisé en 1967 qui est devenu un classique ,. Nang Tani (นางตานี), Tani Thi Rak (ตานีที่รัก) , Mon Rak Nang Phrai Patha Nang Tani (มนต์รักนางพรายปะทะนางตานี)  et le film de 2000  Phrai Tani (พราย ตานี)  sont des œuvres où Nang Tani joue le rôle principal. Elle apparaît aussi dans le film d'horreur Nang Phrai Khanong Rak (นางพรายคะนองรัก), ainsi que dans d'autres films  . Elle figure enfin dans une publicité destinée au public thaïlandais.
Ce fantôme féminin est très apprécié en culture populaire thaï ,, des représentations et des récits à son sujet, parfois humoristiques , sont communs dans la bande dessinée thaï et les livres de fiction . Tani a aussi un rôle dans le film d'animation Nak.
Dans le MMORPG pour PC Ragnarok Online, Nang Tani inspire le personnage du boss MVP Lady Tanee du donjon d'Ayothaya.